# Synagoge (Vilkaviškis)

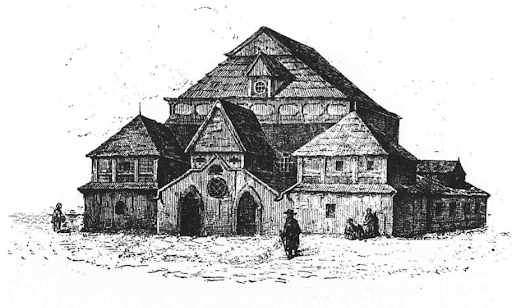
Vilkaviškis Synagoge, 1857

Die hölzerne Synagoge in Vilkaviškis, einer Stadt in Litauen, wurde vermutlich Mitte des 18. Jahrhunderts erbaut und 1941 nach dem Einmarsch der deutschen Truppen zerstört.

## Geschichte

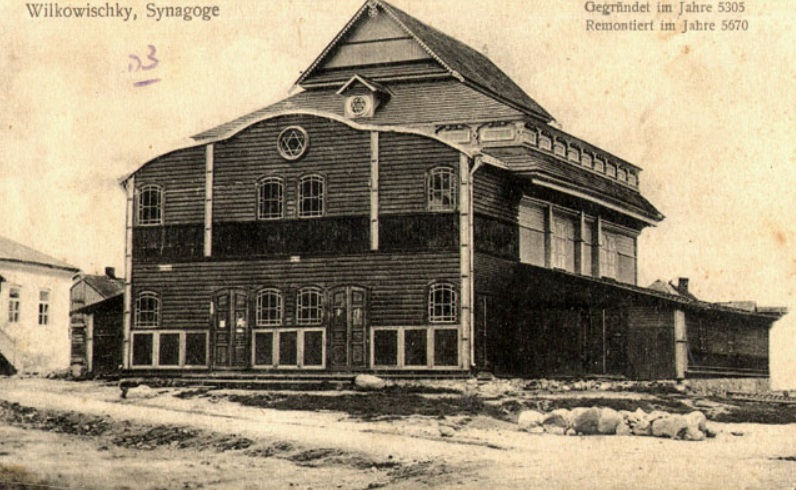
Vilkaviškis Synagoge zwischen 1910 und 1936

Juden lebten schon sehr früh in Vilkaviškis. Mitte des 16. Jahrhunderts wurde ihnen erlaubt, ein Sägewerk zu errichten, vermutlich, damit sie eine Synagoge bauen konnten. Daher stammt wahrscheinlich auch die gelegentliche Aussage, dass die Synagoge aus dem Jahr 1545 stammt. Maria und Kazimierz Piechotka gehen allerdings davon aus, dass das Gebäude aus der Mitte des 18. Jahrhunderts stammt.
Renovierungen sind aus den Jahren 1830 und 1851 bekannt. Aus dieser Zeit stammen wohl auch die zwei Türen im Westen mit ihren Spitzbogen im neugotischen Stil.
1910 fand ein großer Umbau des Eingangsbereiches statt: die beiden Eckpavillons und der Pavillon dazwischen mit dem dahinterliegenden Vestibül wurden abgerissen. Sie wurden durch einen hohen, zweistöckigen Anbau mit einem geschwungenen Giebel entlang der gesamten Westseite ersetzt.
Nach dem Ersten Weltkrieg und vor 1936 wurde dieser Anbau wieder abgerissen und der Eingangsbereich ähnlich seiner ursprünglichen Form hergestellt.

## Architektur
Die Haupthalle, der Männergebetsraum, maß 14,60 × 12,20 m und hatte eine Höhe von circa 6,40 m. Entlang den Seiten im Norden und Süden waren niedrige Anbauten für die Frauen; sie hatten Pultdächer. Darüber waren die Fenster der Haupthalle. Die Fenster im Westen zum Vestibül waren durch die Umbauten von 1910 verdeckt; davor und auch später wieder waren sie zwischen den Eckpavillons und dem Mittelpavillon wieder zu sehen.
Die Haupthalle hatte ein dreistufiges Dach; die unteren beiden Stufen in Form eines Walmdachs und darüber ein steileres Giebeldach.
Der reichverzierte Toraschrein an der Ostwand war dreistufig und reichte in das Gewölbe hinein
Die Bima war ein rechteckiges Podium und stand in der Mitte des Raumes.